# Hispaniolanattskärra
Hispaniolanattskärra (Antrostomus ekmani) är en fågel i familjen nattskärror.

## Utbredning och systematik
Hispaniolanattskärra förekommer på Hispaniola. Den behandlas som monotypisk, det vill säga att den inte delas in i några underarter.

## Status
IUCN kategoriserar arten som livskraftig.

## Namn
Den svenske zoologen Einar Lönnberg som beskrev arten 1929 gav den det vetenskapliga artnamnet ekmani för att hedra Erik Leonard Ekman (1885–1937), en svensk botaniker och upptäcktsresande som upptäckte mer än 2000 växtarter i Karibien. Han upptäckte även Karibiens högsta berg, Pico Duarte, i Dominikanska republiken. Notera att dvärgnattskärra tidigare kallades för hispaniolanattskärra.